# Hársádi Szűz Mária-jelenés
A Hársádi Szűz Mária-jelenés a szlovákiai Hársád községtől három kilométernyire északra a Zvir hegyen történt Szűz Mária-jelenések egyike.

## Előzmények
A szovjet befolyás alatt álló Csehszlovákiában Moszkva utasítására betiltották a görögkatolikus vallást 1950-ben. 1968-ban úgy tűnt, újra szabaddá válhat az egyház, de a forradalmi események hatására újra betiltották. Így Litmanovában – ebben a szlovák-lengyel határhoz közel fekvő faluban – 40 évig nem volt plébános. 1989 december 21-től szabaddá vált a görögkatolikus egyház. Ján Hirka lett az egyházmegye püspöke.

## A jelenések
Látnokok
- Ivetka Korčaková született 1978. október 22-én
- Katka Češelková született 1977. december 16-án
- Mikuláš Češelková

1990. augusztus 5-től 1995-ig 83 alkalommal jelent meg főképp Ivetkának, illetve Katkának Szűz Mária. 1991. február 24-ig egy hónap alatt sokszor, azután leginkább vasárnap. Az utolsó napok jelenéseinél 1995-ben becslések szerint ötszázezer ember volt jelen.

### Üzenetek
A Szűz Mária-jelenés néhány rövidített üzenete:
- 1. jelenés, 1990. augusztus 5. - Ivetka apjának szénapajtájában jelenik meg, ahová a három gyermek ment.
- 2. jelenés, 1990. szeptember 30. - Ivetka arra kéri a Szűzanyát, hogy gyógyítsa meg édesanyja hátát és kezét. A válasz az volt, hogy a könnyeid meggyógyítják anyukádat.
- 3. jelenés, 1990. október 1. - Ivetka élesen, Katka halványabban látta a Szűzanyát. A Szűzanya megkérte, még ma gyónjon meg. Egy beteg kislányról kérdezték a lányok. Válaszában elmondta, valamilyen rossznak, illetve bűnnek a következménye, amiben a szülők is részt vesznek a túlzott anyagiak hajszolásában, és nem tartották meg kereszténységüket. Csak a közbenjárásáért mondott imák segítenek.
- 4. jelenés, 1990. október 2. - Egy néma kisfiúról kérdezték, és azt mondta, az apa megütötte az édesanyát, de az apa nem bánta meg bűnét.
- 5. jelenés, 1990. november 1. - 40 ember ment fel, a Szűzanya azért volt szomorú, mert Katka nem szentelte meg az októbert.
- 1990. november 4. - A kislányok a Szűzanya alakját csak elmosódva látták, mert kisebb bűnt követtek el.
- 1990. november 11. - Figyelmezteti Szlovákiát, hogy Fia nem bírja nézni az ország bűneit. Vigyék szét a hírt, hogy menjenek az emberek imádkozni, akkor elmarad a Szlovákiára készülő csapás. (A szlovákok nemzeti katasztrófának élték meg 2004. november 19-ét, a Tátra fáinak pusztulását, amikor 230 km/h sebességgel szélvihar csapott le.[1] Ebből a szempontból nézve harmonizál Máté evangéliumával az üzenet, amikor Jézus a vihart lecsendesíti: „Ki ez, hogy még a természet erőinek is parancsol?”)
- 1990. december 2. - Szeplőtelen tisztaságnak nevezi magát.
- 1990. december 30. - Egy érem elkészítését kéri. Az egyik oldalon csak a monogramja legyen, alatta liliom, a tisztaságának jelképe, mellette szeplőtelen szíve, a másik oldalon Fiával legyen ábrázolva. Azok között osszák szét, akik tisztelik Őt és Szeplőtelen fogantatását, és akik hordják, azoknak mindig segítségére lesz.

## A szemtanúk
Az idő előrehaladtával a szemtanúk ezres nagyságban kísérhették figyelemmel a Szűz Mária-jelenés számukra észlelhető mozzanatait. Többnyire ezek a két látnok érzelmi megnyilvánulásai voltak, ahogyan figyelmesen előretekintenek. Ezeket egészen közelről is érzékelhették, filmre vehették, egy közkedvelt videómegosztón ma is megtekinthető.
- A helyi görögkatolikus plébános kételkedett, ezért kért a lányoktól egy bizonyítékot. Amikor decemberben a jelenség Szeplőtelen Tisztaságnak nevezte magát, attól kezdve nem kételkedett a pap.
- Egy pap vakuval fotózott, és észrevették, hogy a látnokok ez idő alatt nem pislantottak. A kérdésre, hogy emlékeztek-e, hogy őket fotózták, azt válaszolták, nem érzékelték, hogy őket lefotózták volna.

## Vizsgálat
A püspök nyolctagú bizottságot hozott létre – melyben görögkatolikus, római katolikus papok és orvosok voltak –, hogy minden körülményt megvizsgálva véleményt formáljanak. Elvégezték a gyermekek pszichológiai vizsgálatát,  megvizsgálták az üzeneteket és az üzenetek közben jelentkező gyógyulásokat. A jelenések után a bizottság külön-külön hallgatta ki a lányokat, és kijelentéseiket összehasonlították.

## Film
2009 áprilisában a szlovák nagyvárosok többségében vetítették a mozikban a jelenésről szóló filmet. 2009 május 5-étől "Ivetka a hora" címmel forgalomba került DVD-n egy cseh dokumentumfilm, amely összefoglalja és riportokkal színesíti a korábban megtörtént Szűz Mária-jelenést.